# Moses Jacob Ezekiel
Moses Jacob Ezekiel (Richmond, 1844. október 28. – Róma, 1917. március 27.) zsidó származású amerikai szobrász, aki a konföderációs hadsereg tagjaként vett részt az amerikai polgárháborúban. 

## Kadétévek
Spanyol származású zsidó családban született Richmondban. Apja Jacob Ezekiel, anyja Catherine de Castro volt, a párnak 14 gyereke született. A kereskedelemben kezdett dolgozni, de aztán 1862. szeptemberben, első zsidó diákként felvették a lexingtoni Virginiai Katonai Intézetbe (Virginia Military Institute). Részt vett az 1864. május 15-ei New Market-i csatában. 
Az ütközet után haldokló kadéttársa,  Thomas Garland Jefferson mellett maradt, és a Bibliából olvasott fel neki, míg meg nem meghalt. 1865 tavaszán harcolt Richmond védelmében, 1866-ban elvégezte az intézetet. Művészi tehetsége korán megmutatkozott, és Robert E. Lee mint a Washington-főiskola (Washington College) elnöke is tanulásra biztatta.

## Szobrászként
Miután befejezte katonai tanulmányait, anatómiát tanult a virginiai orvosi főiskolán (Medical College of Virginia), ami később nagy segítséget nyújtott szobrai megformázásában, majd Cincinnatiba utazott, ahol J. Insco Williams művészeti iskolájában és T. D. Jones műtermében tanult. 1867-ben Berlinbe utazott, ahol első nem németként nyerte el a királyi akadémia művészeti versenydíját 1871-ben.
1873-ban elnyerte a római Michel-Beer-díjat (Michel-Beer Prix de Rome) Izrael című bronz domborművével. A díjjal járó pénzből Rómába utazott, és műtermet nyitott, ahol élete végéig alkotott. Pályafutása során mintegy kétszáz alkotást fejezett be és számos elismerést kapott, többek között lovagi címet III. Viktor Emánuel olasz királytól.
Ismert alkotásai közé tartozik a Virginiai Katonai Intézetben 1903-ban felállított, Virgina halottjait siratja, című bronzszobra, amely alatt a New Market-i ütközetben elesett tíz kadét közül hat, köztük Jefferson nyugszik. Ő készítette az Arlingtoni Nemzeti Temetőben álló Konföderációs emlékművet is. Az ő alkotása Louisville Thomas Jefferson-szobra és a Johnson-szigeti konföderációs börtön és temető katonaalakja.
1917-ben hunyt el Rómában, de az első világháború miatt csak 1921-ben tudták átszállítani a testét az Amerikai Egyesült Államokban. A Konföderációs emlékmű lábánál temették el, síremlékén ez olvasható: Moses J. Ezekiel, a Virginiai Katonai Intézet Kadétzászlóalja C Századának őrmestere.

## Ezekiel alkotásai

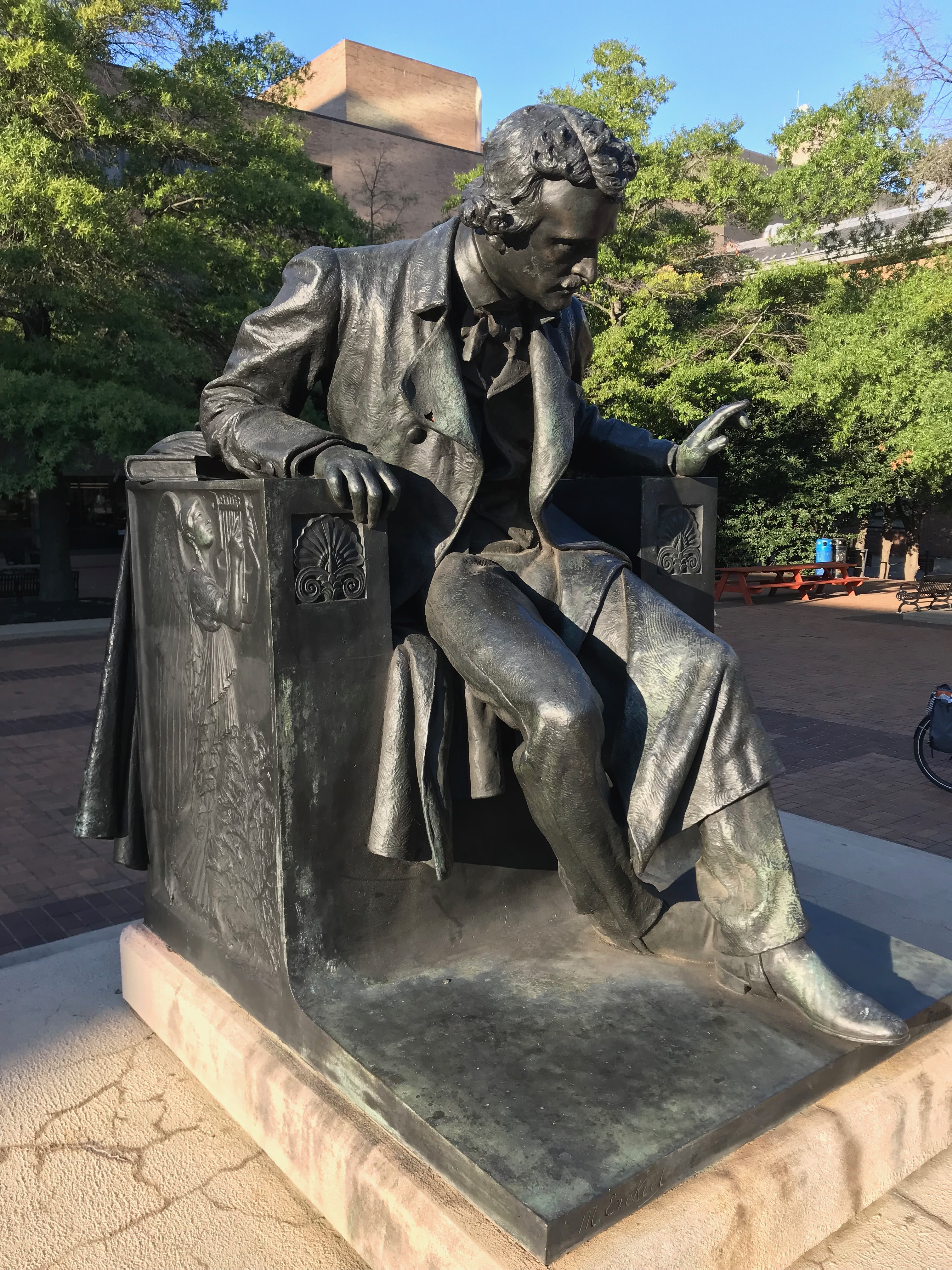
Poe-szobor
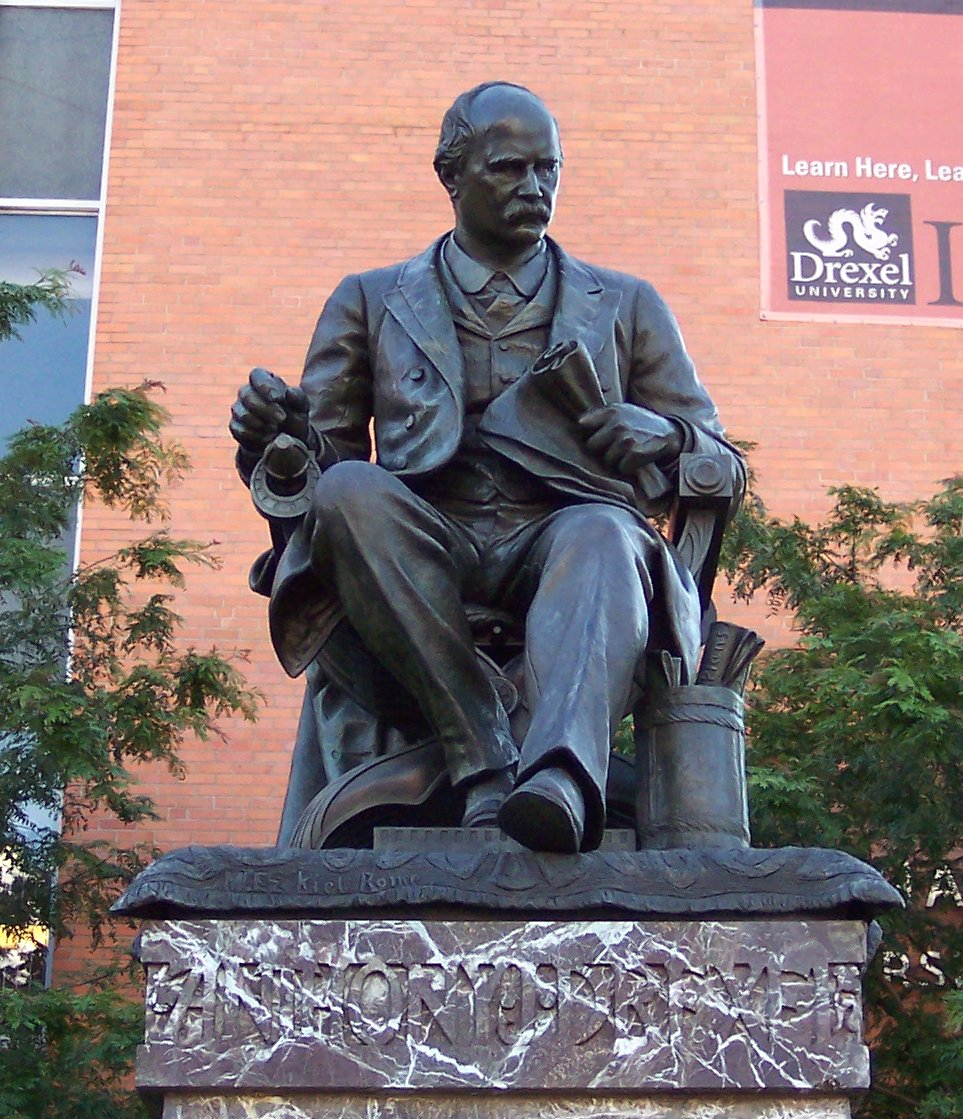
Drexel-szobor
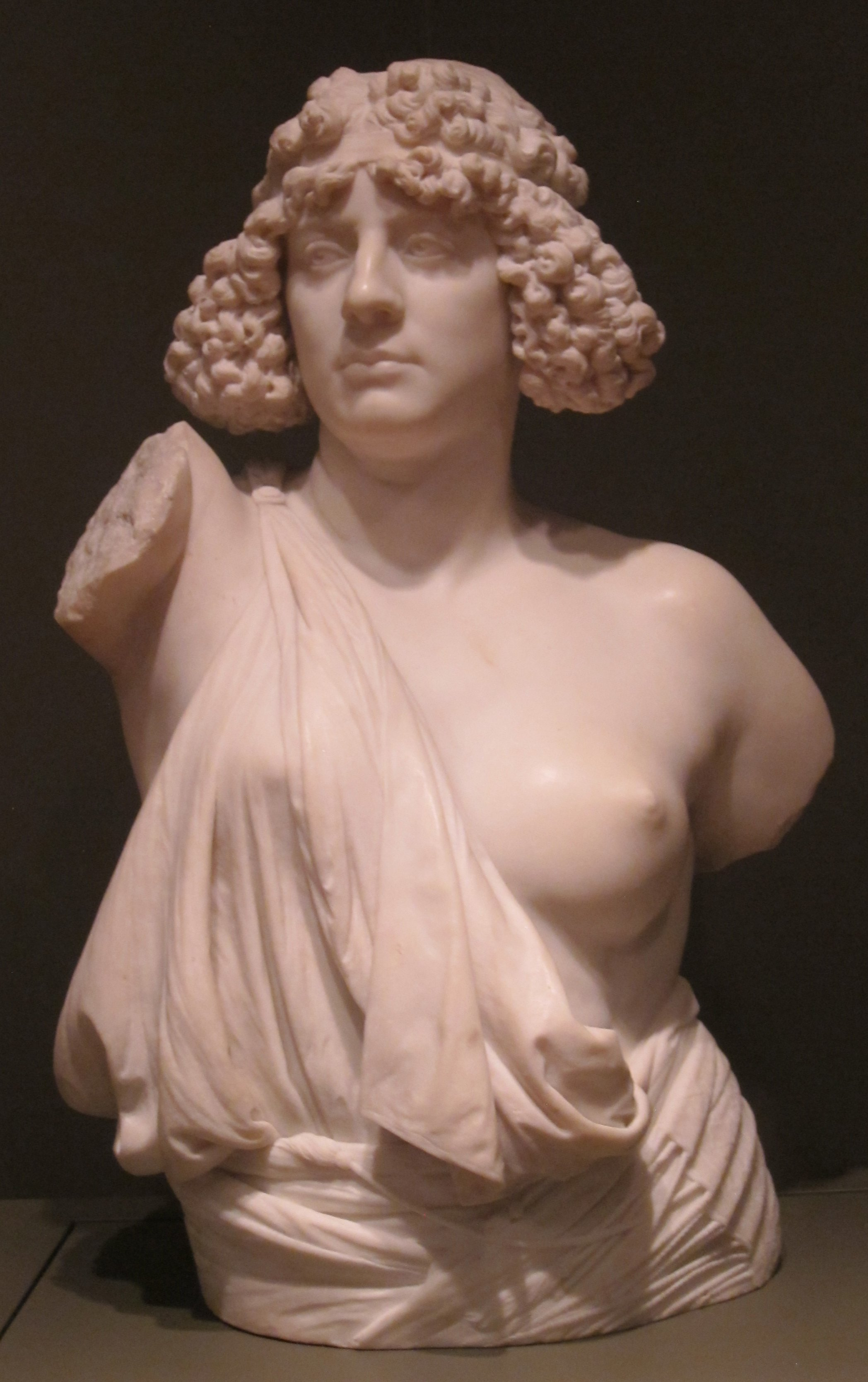
Judit
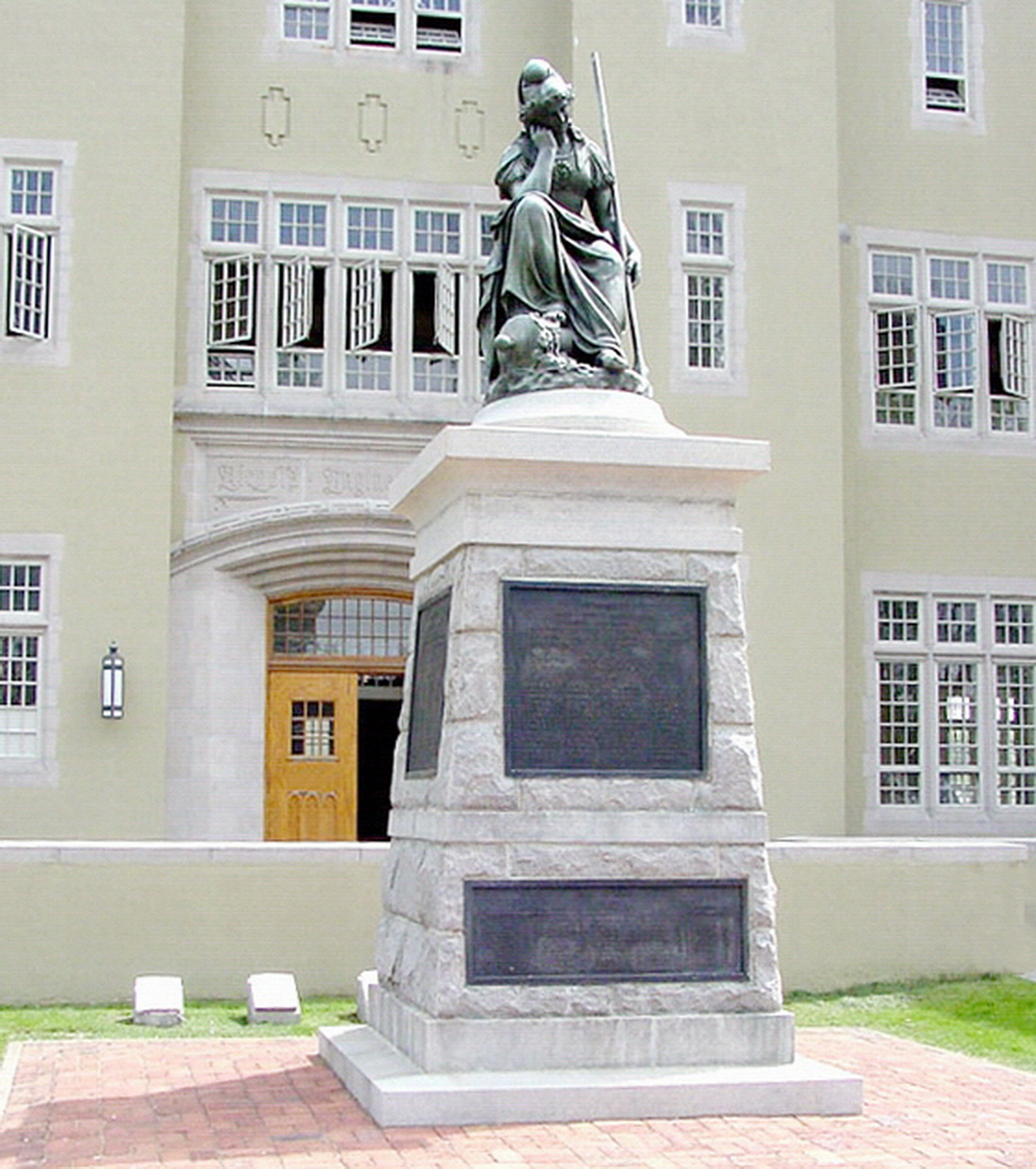
Halottjait sirató Virginia
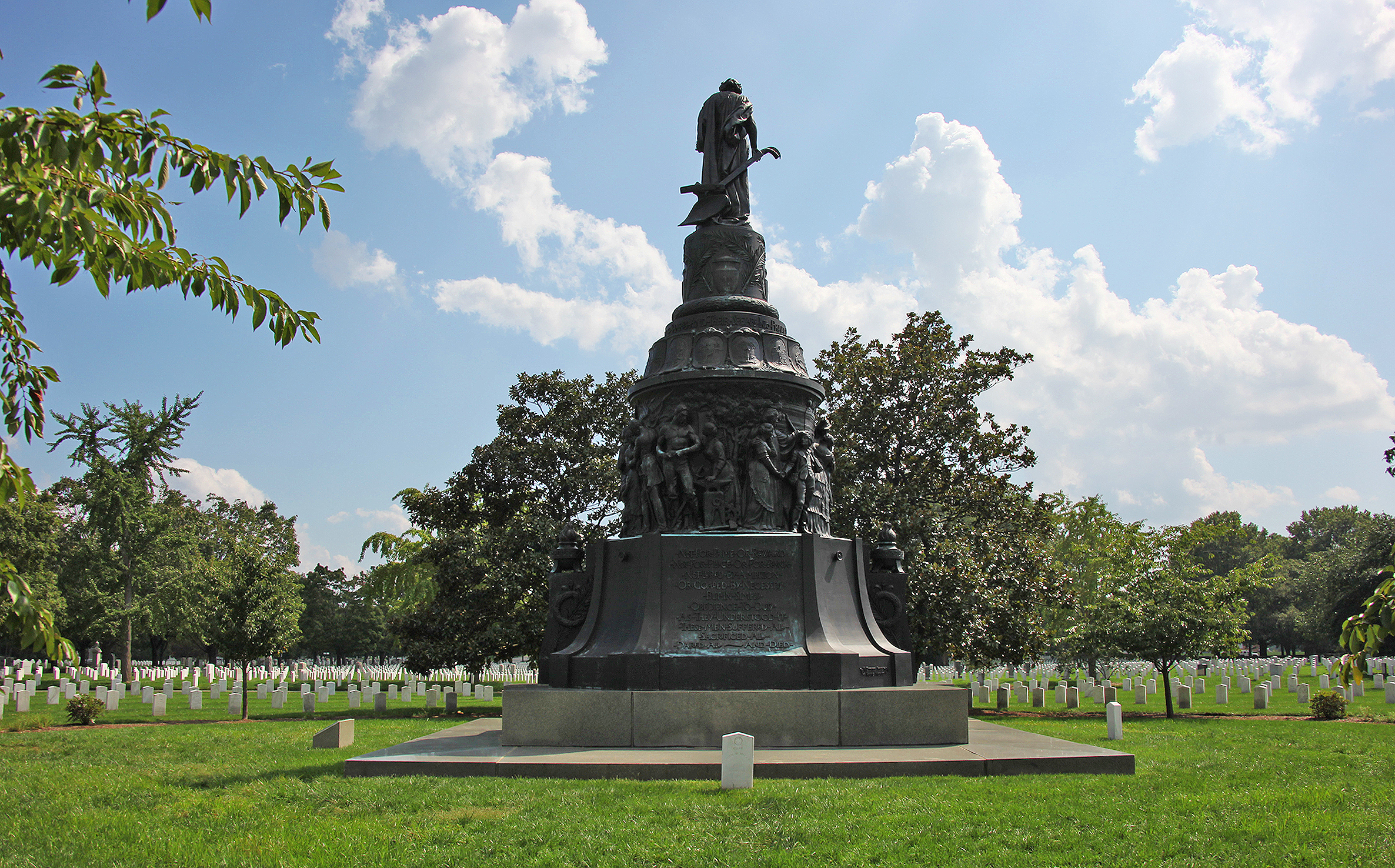
Konföderációs emlékmű
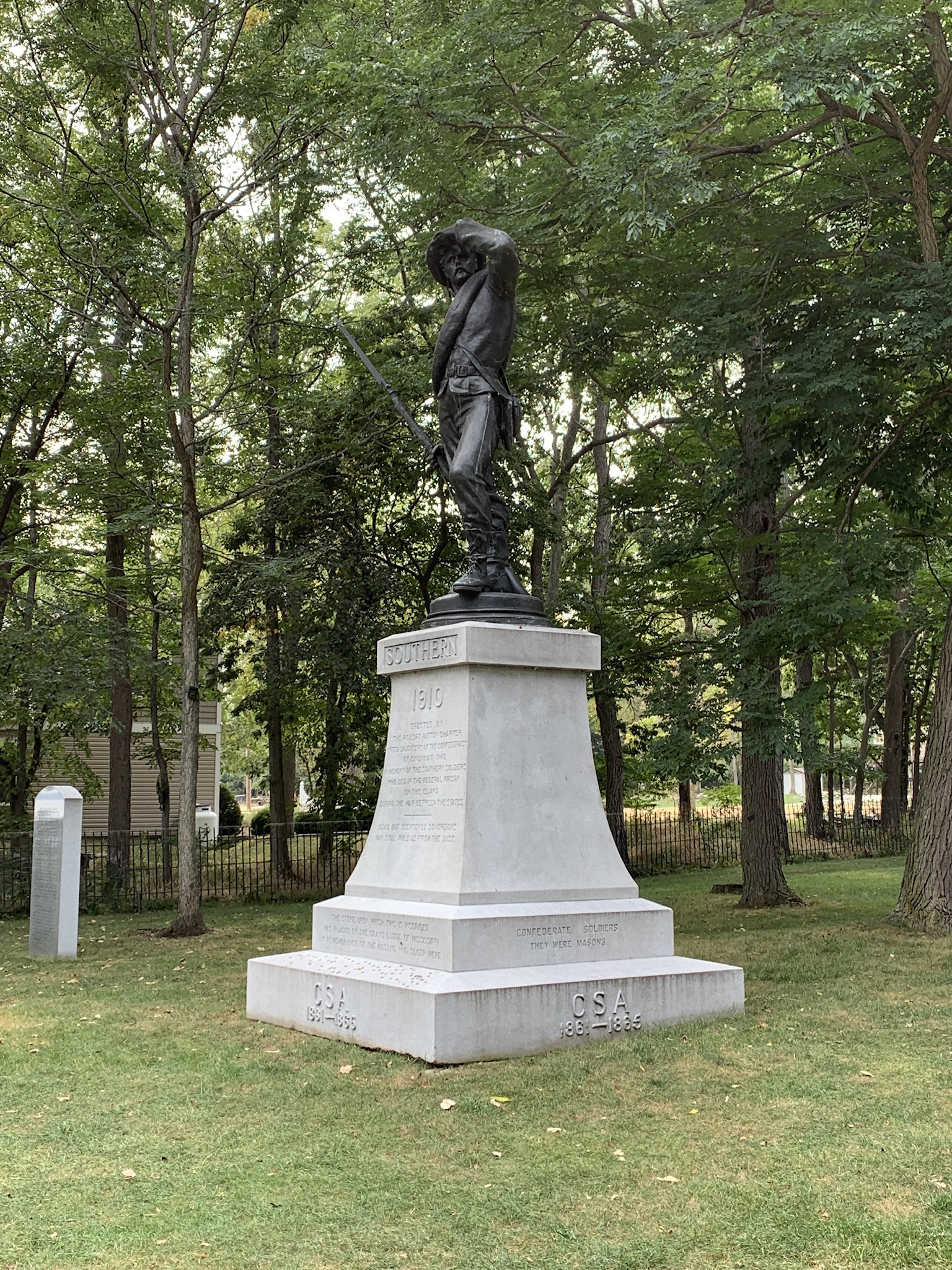
Johnson-sziget
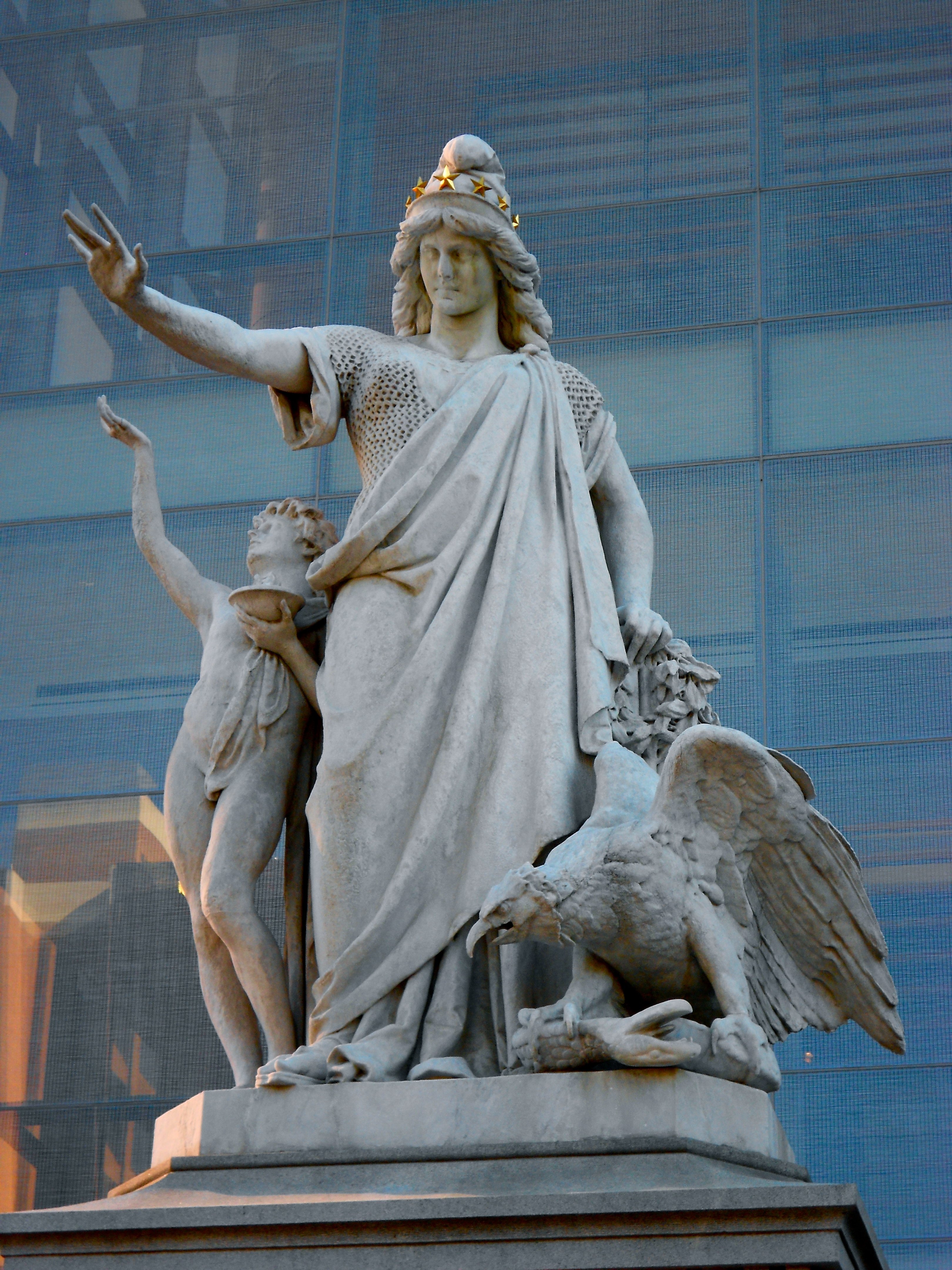
Vallásszabadság